# Формальный степенной ряд
Формальный степенно́й ряд — формальное алгебраическое выражение вида:
{\displaystyle F(X)=\sum \limits _{n=0}^{\infty }a_{n}X^{n},}
в котором коэффициенты {\displaystyle a_{n}} принадлежат некоторому кольцу {\displaystyle R}.
В отличие от степенных рядов в анализе, формальным степенным рядам не придаётся числовых значений и сходимость таких рядов не рассматривается.
Формальные степенные ряды исследуются в алгебре, топологии, комбинаторике. Кроме того, они являются удобным инструментом при исследовании различных гладких объектов, например, в дифференциальной топологии и теории дифференциальных уравнений.

## Основные понятия

### Алгебраические операции
На формальных степенных рядах можно определить операции сложения ({\displaystyle +}), умножения ({\displaystyle \cdot }), формального дифференцирования ({\displaystyle '}) и композиции ({\displaystyle \circ }) следующим образом.
Пусть
{\displaystyle F(X)=\sum \limits _{n=0}^{\infty }a_{n}X^{n},\qquad G(X)=\sum \limits _{n=0}^{\infty }b_{n}X^{n},\qquad H(X)=\sum \limits _{n=0}^{\infty }c_{n}X^{n}.}
Тогда
{\displaystyle H=F+G\iff \forall n\,c_{n}=a_{n}+b_{n};}
{\displaystyle H=F\,\cdot \,G\iff \forall n\,c_{n}=\sum \limits _{k+l=n}a_{k}b_{l};}
{\displaystyle H=F'\iff \forall n\,c_{n}=(n+1)a_{n+1};}
{\displaystyle H=F\circ G\iff \forall n\,c_{n}=\sum \limits _{s=1}^{n}a_{s}\sum \limits _{k_{1}+\ldots +k_{s}=n}b_{k_{1}}b_{k_{2}}\ldots b_{k_{s}}} (при этом необходимо, чтобы {\displaystyle b_{0}=0}).
Таким образом, формальные степенные ряды над кольцом {\displaystyle R} сами образуют кольцо, обозначаемое {\displaystyle R[[X]]}.

### Метрика и топология
В кольце {\displaystyle R[[X]]} также можно задать топологию, порождаемую следующей метрикой:
{\displaystyle d((a_{n}),\;(b_{n}))=2^{-k},}
где {\displaystyle k} — наименьшее натуральное число такое, что {\displaystyle a_{k}\neq b_{k}}.
Можно доказать, что определённые умножение и сложение в этой топологии являются непрерывными, и тогда, формальные степенные ряды с определённой топологией образуют топологическое кольцо.

### Обратимые элементы
Формальный ряд
{\displaystyle F(X)=\sum _{n=0}^{\infty }a_{n}X^{n}}
в {\displaystyle R[[X]]} является обратимым относительно умножения тогда и только тогда, когда {\displaystyle a_{0}} является обратимым в {\displaystyle R}. Это является необходимым, поскольку свободный член произведения равен {\displaystyle a_{0}b_{0}}, и достаточным, поскольку коэффициенты обращённого ряда {\displaystyle G(X)} определяются по формуле:
{\displaystyle {\begin{aligned}b_{0}&={\frac {1}{a_{0}}},\\b_{n}&=-{\frac {1}{a_{0}}}\sum _{i=1}^{n}a_{i}b_{n-i},\qquad \forall n\geqslant 1.F(X)G(X)=1\end{aligned}}}
Если же {\displaystyle F(0)=0}, а также {\displaystyle F'(0)\not =0}, то найдётся ряд {\displaystyle G(X)} (аналогично {\displaystyle H(X)}), обратный для него относительно композиции, т.е. такой, что {\displaystyle F(G(X))=X} (аналогично {\displaystyle H(F(X))=X)}).
При этом будет выполнено {\displaystyle G(0)=0} (аналогично {\displaystyle H(0)=0}). Оставшиеся коэффициенты ряда {\displaystyle G(X)} ({\displaystyle H(X)}) можно выразить через коэффициенты {\displaystyle F(X)} пошагово дифференцируя равенство {\displaystyle F(G(X))=X} (аналогично {\displaystyle H(F(X))=X)}) и подставляя в него {\displaystyle X=0}.

## Свойства
- Максимальными идеалами кольца формальных степенных рядов являются идеалы {\displaystyle M}, для которых {\displaystyle M\cap R} является максимальным идеалом в {\displaystyle R} и {\displaystyle M} есть порождение {\displaystyle X} и {\displaystyle M\cap R}.
- Если {\displaystyle R} является локальным кольцом, то локальным кольцом является также {\displaystyle R[[X]]}.
- {\displaystyle R} — нётерово кольцо, то {\displaystyle R[[X]]} также является кольцом Нётер.
- Если {\displaystyle R} — область целостности, то {\displaystyle R[[X]]} также будет областью целостности.
- Метрическое пространство {\displaystyle (R[[X]],\;d)} является полным.
- Кольцо {\displaystyle R[[X]]} является компактным тогда, когда кольцо {\displaystyle R} является конечным.
- Лемма Бореля — Уитни: для любого формального ряда существует такая бесконечно-гладкая функция, ряд Тейлора которой совпадает с данным формальным рядом[1].